# Amick Ciani
Amick Ciani (1 december 1982) is een Frans voetballer die als aanvaller uitkomt voor Doxa Katokopia. Zijn carrière in België begon bij Sporting Charleroi, waar hij niet verder geraakte dan de beloftes. Daarom stapte hij in het seizoen 2005/06 over naar UR La Louvière Centre, waarmee hij in de derde klasse ging spelen.

## Statistieken
| seizoen | club                           | land        | competitie          | wed. | goals |
| ------- | ------------------------------ | ----------- | ------------------- | ---- | ----- |
| 2003/04 | Sporting Charleroi             | België      | Eerste klasse       | 0    | 0     |
| 2004/05 | Sporting Charleroi             | België      | Eerste klasse       | 0    | 0     |
| 2005/06 | UR La Louvière Centre          | België      | Derde klasse B      | 27   | 8     |
| 2006/07 | → Ross County FC (huur)        | Schotland   | First Division      | 14   | 1     |
| 2007/08 | UR La Louvière Centre          | België      | Derde klasse B      | 22   | 7     |
| 2008/09 | Eordaikos 2007                 | Griekenland |                     | 30   | 6     |
| 2009/10 | KSK Ronse                      | België      | Tweede klasse       | 29   | 6     |
| 2010/11 | → UR La Louvière Centre (huur) | België      | Derde klasse B      | -    | -     |
| 2011/12 | KAS Eupen                      | België      | Tweede klasse       | 30   | 2     |
| 2012/13 | Doxa Katokopia                 | Cyprus      | Marfin Laiki League | 8    | 0     |
|         |                                |             | Totaal              | 160  | 30    |